# Héra de Samos

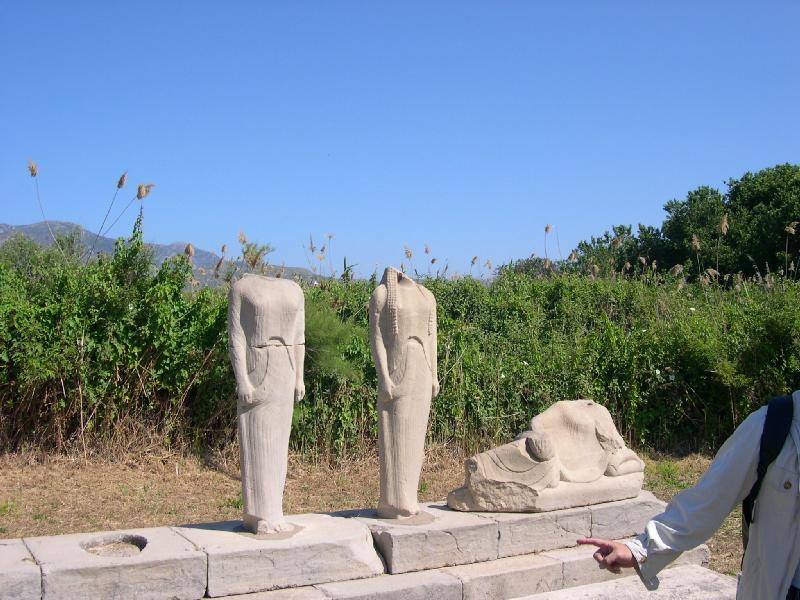
Groupe de Généléos, restitution de la voie sacrée du temple d'Héra à Samos

L'Héra de Samos, ou « Coré de Samos »  est une statue grecque archaïque en marbre, datée vers 570 av.JC. et découverte vers 1875 sur le site de l'Héraion de Samos. Elle est également connue sous le nom de Coré de Chéramyès. La statue est conservée au musée du Louvre.

## Origine, découverte et parcours
Paul Girard, membre de l'École française d'Athènes, dirige les fouilles de l'Héraion de Samos de 1875 à 1879. Dans l'angle nord-est du Temple de Polycrate (du nom de Polycrate de Samos qui reconstruit et agrandit le sanctuaire vers -530), il met au jour la statue. Il négocie l'achat de la statue en 1879, d'abord prise pour une représentation de la déesse Héra. Il en fait ensuite don au Musée du Louvre, elle y entre en 1881.

## Description
La statue, solidaire d'un petit socle circulaire est acéphale, sa hauteur actuelle est de 1,90 m. Complète elle devait atteindre 2,20 m. Elle est faite dans un marbre grisâtre à gros cristaux. Le bras gauche, replié sur la poitrine est lui aussi perdu, pour le reste elle nous est parvenue en bon état. La statue représente une femme debout, le bras droit le long du corps, l'autre ramené sur la poitrine. 
Son vêtement, constitué de plusieurs éléments superposés est assez complexe. Un chiton ceinturé recouvre l'épaule gauche et les jambes, partiellement recouvert par un lourd himation agrafé sur l'épaule droite, qui décrit une arche asymétrique au dessus de la ceinture du chiton. Cet himation est lui mème recouvert à l'arrière par un fin voile, sans doute un épibléma qui devait recouvrir la tête et sous lequel est dissimulée la main droite qui en saisit un pan. Tous ces vêtements forment des plis verticaux très fins qui donnent à la statue son caractère graphique. Une polychromie dont il ne reste pratiquement rien devait rehausser les grandes surfaces géométriques.
Une dédicace en alphabet ionien, est gravée à l'avant, le long du bord du voile : Chéramyès m'a dédiée à Héra comme offrande..

## La statue dans un ensemble complexe
Le type archaïque des statues de femmes debout (appelé Coré ou Koré) est assez courant, on en connaît environ 130 exemplaires de différentes tailles, de nombreuses trouvées à Samos. Deux postures se retrouvent en majorité : les deux bras le long du corps ou le bras gauche replié portant un fruit, un animal ou un objet rituel.
D'autres statues comparables ont été découvertes dans le secteur de l'Héraion, elles ont toutes un socle circulaire qui s'adapte aux emplacements creux de la bordure de la voie sacrée qui mène au temple d'Héra. En 1984, une équipe allemande d'archéologues découvre une autre statue qui, à quelques détails près, est une jumelle de la statue du Louvre. Elle a, elle aussi, perdu sa tête, mais le bras droit replié tient un oiseau et sa dédicace gravée fait, elle aussi, référence à un certain Chéramyès. On peut supposer que ces deux statues se trouvaient au bord de la voie sacrée, mais leur finition plus soignée et leur taille imposante peuvent laisser supposer qu'elles se trouvaient à l'intérieur du temple, comme agalmata somptueux pour glorifier Charamyès, comme l'avance Francis Croissant en conclusion de son étude sur les Korés Samiennes.
Parmi les autres statues, le Groupe de Généléos, du nom de son sculpteur, était composé de six figures, une assise à gauche, quatre enfants dont, de gauche à droite, un jeune garçon puis trois fille et enfin un homme à demi-couché, en position de banqueteur, le dédicant, qui dédiait cet ensemble à la déesse Héra. Les korès vont de la plus petite à la plus grande, les deux bras le long du corps. Des détails stylistiques les datent de plusieurs dizaines d'années postérieurement à la Coré du Louvre, elles sont aussi appelées Ornithe (ΟΡΝΙΘΗ), du nom gravé sur les statues. Des copies ont été installées sur la voie sacrée. Le type stylistique des Corés de Samos a connu un grand succès à leur époque et a été reproduit par d'autres ateliers à Milet, à Naxos et jusqu'à Athènes. Cependant, différentes écoles sont apparues au sujet des datations, des fonctions ou des ateliers de sculpteurs qui ont produit ce type de statues de style archaïque entre -570 et -470. Le sujet reste très complexe comme le décrypte Alain Duplouy. 

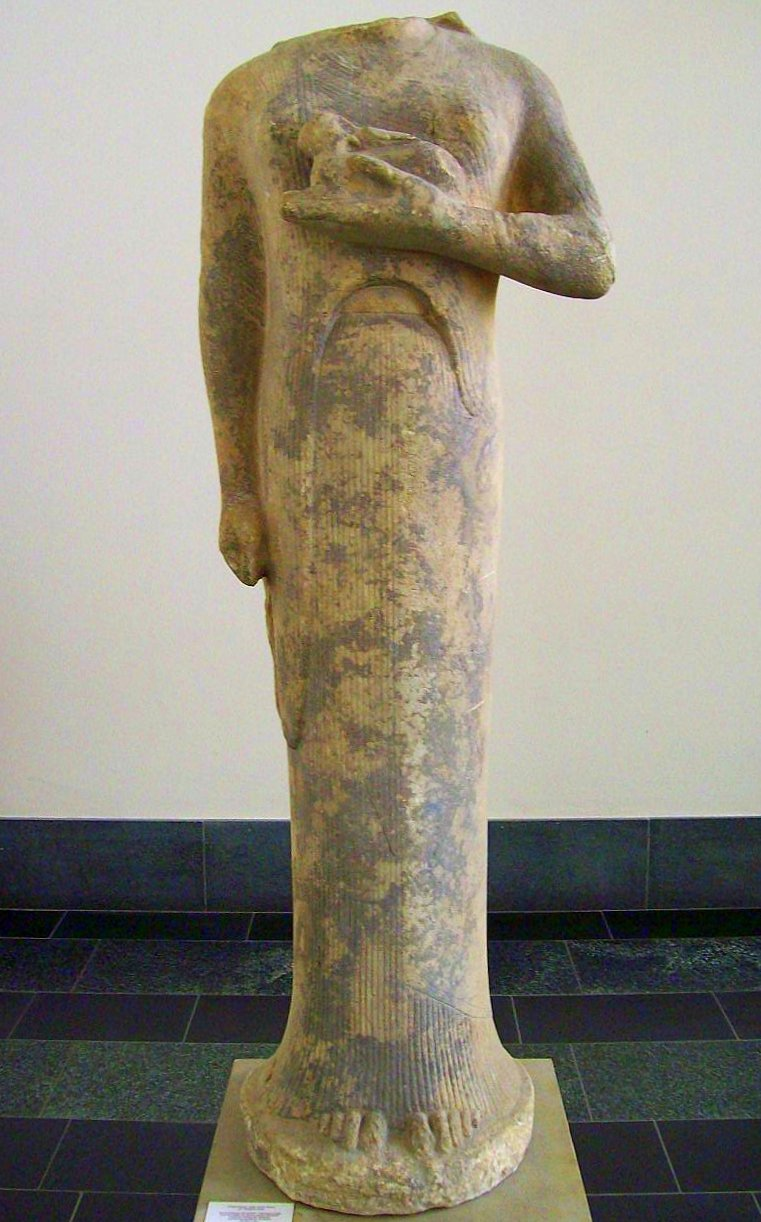
Une Coré portant un lièvre, vers -560. Pergamon museum, Berlin.
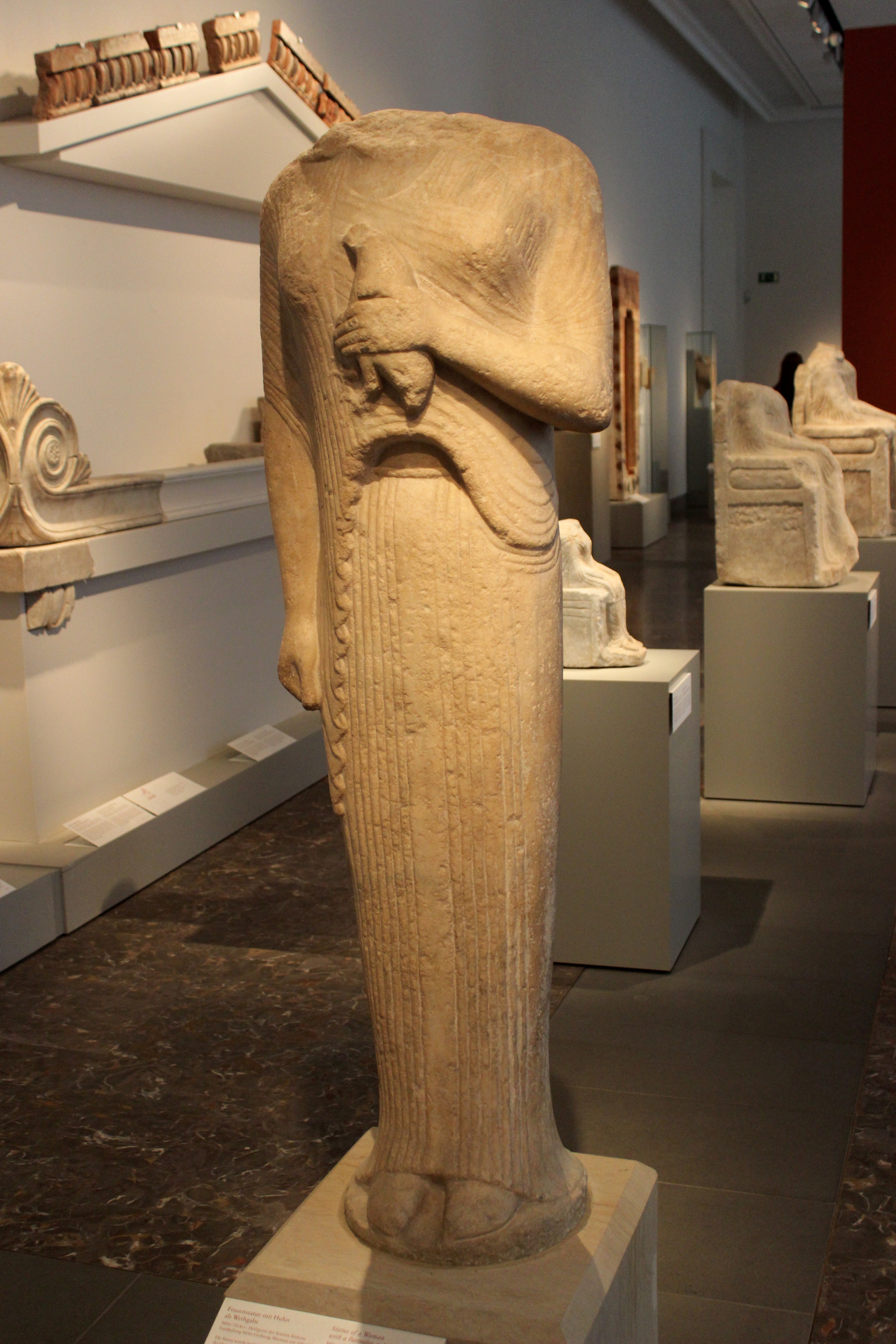
Coré de Samos découverte en 1984 sur l'Héraion et conservée à l' Antikensammlung de Berlin.
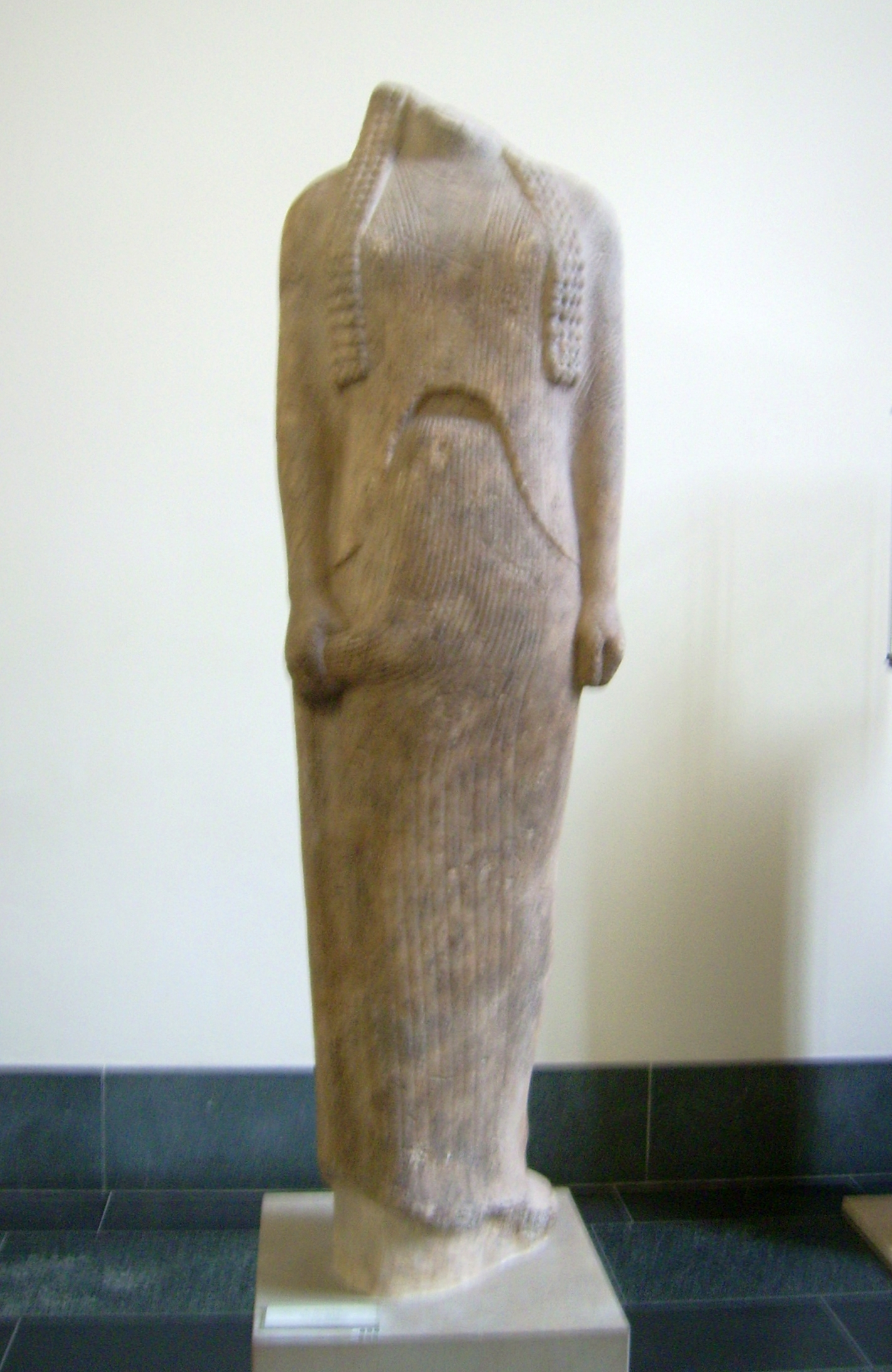
Une des ornithes originales du groupe de Généleos, vers -550, Antikensammlung Berlin.